# Napoli Basket (1978)
Il Napoli Basket è stato un club di pallacanestro della città di Napoli. Nel corso degli anni '80 e '90, ha militato tra la Serie A1 e la Serie A2.

## Storia

Il Napoli Basket 1988-89, sponsorizzato Paini

Il Club nasce nel 1978, quando Nicola De Piano rileva il titolo della Partenope Napoli Basket, retrocessa in Serie B l'anno precedente. Dopo essere stato promosso in Serie A2, nel 1983 il club viene promosso in massima serie. All'esordio in Serie A1, ottiene un settimo posto, miglior piazzamento della sua storia, disputando i play-off per l'assegnazione dello scudetto. Rimarrà in A1 (eccezion fatta per la stagione 1986-87) fino alla stagione 1990-91. Dopo tre stagioni in A2, nel 1994, De Piano cede la società ai fratelli Rossini che, dopo un anno ancora a Napoli, trasferiscono la sede di gioco a Battipaglia, dove giocherà altre due stagioni di Serie A2 prima di fallire.

## Sponsor
- 1981-1983: Sèleco
- 1983-1984: Febal
- 1984-1986: Mulat
- 1986-1987: AlfaSprint
- 1987-1988: Wüber
- 1988-1990: Paini
- 1990-1991: Filodoro
- 1991-1992: Depi
- 1992-1993: Yoga
- 1993-1994: Newprint
- 1994-1997: Jcoplastic